# Rodolfo Konder
Rodolfo Konder (Natal, 5 de abril de 1938 – São Paulo, 1 de maio de 2014) foi um jornalista, escritor, tradutor, professor universitário e conferencista brasileiro.

## Biografia
Era representante de São Paulo junto à ABI (Associação Brasileira de Imprensa).
Como jornalista, trabalhou nos principais jornais e revistas do Brasil. Foi professor de jornalismo, durante cinco anos, na Fundação Armando Álvares Penteado (FAAP); foi diretor das Faculdades Integradas Alcântara Machado (FIAM) durante um ano; fez palestras e conferências no Brasil e no exterior, sempre sobre temas relacionados ao jornalismo, à liberdade de expressão e à luta pela democracia.
Foi Secretário Municipal da Cultura da cidade de São Paulo durante a gestão do prefeito Paulo Maluf, entre 1993 e 1996, e depois na gestão de Celso Pitta, de 1997 a 2000.
Atuou como Conselheiro da Fundação Padre Anchieta (TV Cultura). No campo das artes visuais, foi Diretor da Bienal de São Paulo e Diretor do MASP (Museu de Arte de São Paulo). Presidiu a Comissão Municipal para as Comemorações dos 500 anos do Descobrimento do Brasil.
Era o segundo filho do intelectual comunista Valério Konder e de Ione Coelho. Tinha um irmão mais velho, o filósofo marxista Leandro Konder  (1936 - 2014), e uma irmã mais nova, Luíza Eugênia Konder, casada com o banqueiro Antônio Carlos de Almeida Braga. Rodolfo Konder faleceu em  1º de maio de 2014, vítima de insuficiência cardíaca e renal. Era casado com Silvia Gyuru Konder, com quem tinha um filho, Fabio Gyuru Konder.

## Obras
- A ascensão dos generais (Portugal - Editorial Caminho - 1977)
- Cadeia para os Mortos (1977 - Editora Alfa-Omega)
- Sob o comando das trevas (Portugal) - Editorial Caminho - 1978)
- Tempo de Ameaça (1978 - Editora Alfa-Omega)
- Comando das Trevas (1978 - Editora Global)
- De Volta aos Canibais (1986 - Sequência Editorial)
- Anistia Internacional - Uma Porta para o Futuro (1988 - Pontes Editora)
- O Veterano de Guerra (1988 - Editora Ibla)
- Erkundungen (1988, Antologia, Alemanha) Verlag Volk und Welt
- Palavras Aladas (1992 - Scortecci Editora)
- O Rio da Nossa Loucura (1994 - Editora Saraiva)
- As Portas do Tempo (1996 - Editora Saraiva)
- A Memória e o Esquecimento (1997 - Editora Global)
- A Palavra e o Sonho (1999 - Editora Global)
- Hóspede da Solidão (2000 - Hóspede da Solidão)
- Labirintos de Pedra (2002 - Editora Global)
- O Conto Brasileiro Hoje (2005 - RG Editores)
- Rastros na Neve - Viagens de um Jornalista (2005 - Edições UniFMU)
- Sombras no Espelho (2006 - Edições UniFMU)

## Prêmios
- Prêmio Vladimir Herzog de Jornalismo - 1994[5]
- Prêmio Homem de Direitos Humanos - 1995, da Hebraica[6]
- Prêmio Borba Gato - 1996[7]
- Medalha Monteiro Lobato (1999) da Academia Brasileira de Literatura Infantil e Juvenil[8]
- Prêmio Jabuti 2001 - Categoria:Contos e Crônicas - livro: Hóspede da Solidão[9]